# Атеље Уроша Предића
Атеље Уроша Предића налази се у Светогорској улици бр. 27 у Београду.  Кућа у коју се  1909. године уселио уметник, припадала је његовом рођеном брату, познатом трговцу Јосифу Предићу.

## Атеље
Подигнута је 1908. године као спратна породична кућа, по пројекту истакнутог архитекте Николе Несторовића. Богато декорисана улична фасада куће, са фризовима од винове лозе, флоралним венцима уплетеним око медаљона, једна је од занимљивих примера примене сецесије у београдској архитектури са почетка 20. века . Атеље у ком је сликар стварао, дограђен  је уз постојећи објекат са дворишне стране. Скромне величине са великим стакленим прозорима и омањим балконом, био је стециште сусрета најзначајних личности из света уметности тога времена. Након смрти Уроша Предића , атеље су користили у различитим периодима прослављени уметници Миодраг Б. Протић , сликари Стојан Ћелић  и Ђорђе Ивачковић , након чије је смрти 2012. године, атеље прешао поново у власништво породице .
Атеље Уроша Предића као простор у коме је живео и стварао велики уметник, заједно са уметничком заоставштином, спада у посебне споменичке вредности меморијалног карактера у Београду.

## Образовање
Занимљива и свестрана личност Уроша Предића, поред ванредно важне улоге у развоју наше ликовне уметности, остаће забележена кроз бројна писма, дневнике, преписке вођене са јавним личностима, младим уметницима, члановима породице, која су својеврсна хроника тадашњег друштва, али и материјал који сведочи о веома образованом и поштованом човеку какав је био. 
Урош Предић (1857 – 1953) је рођен у Орловату, у Банату, у патријахалној породици. Поред оца свештеног лица, најзначајнију улогу на даљем путу образовања имала је мајка Марија, чија ће смрт оставити видног трага у његовом животу. Након завршене сликарске Академије у Бечу, 1880. године на којој се издваја својим талентом, и убрзо убраја међу најбоље студенте, боравиће и стварати у родном Орловату, Новом Саду, Новом Бечеју и Београду, у ком ће остати до краја свог дугог животног и радног века.

## Ликовно стваралаштво
Поред Паје Јовановића сликар Урош Предић је најзначајнији представник српског академског реализма.  Аутор је бројних портрета, жанр сцена, историјских композиција и религиозних садржаја. Нека од његових најзначајнијих дела су: „Деца под дудом“, „Сироче на мајчином гробу“, „Косовка девојка“... Капела Богдана Дунђерског , највећег сликаревог пријатеља, правослвна црква у Бечеју, капела на Ловћену сведоче о ванредном сликарском умећу аутора у области сакралног сликарстава.
Урош Предић је стварао пуне 44 године у свом београдском атељеу, све до 11.02.1953. године, када је у дубокој старости умро. Сви сачувани предмети, писма, слике, штафелај, личне сликареве ствари, предате су на чување Народном музеју у Зрењанину, а један део је остао у поседу чланова ближе породице. Сахрањен је у родном Орловату.